# Araneus inquietus
Araneus inquietus là một loài nhện trong họ Araneidae.
Loài này thuộc chi Araneus. Araneus inquietus được Eugen von Keyserling miêu tả năm 1887.